# Anteia (satélite)
Anteia, também conhecido como Saturno XLIX, é um pequeno satélite natural de Saturno. Foi descoberto pelo Cassini Imaging Team através de imagens tiradas em 30 de maio de 2007, e recebeu a designação provisória S/2007 S 4. Após a descoberta, uma busca de imagens antigas da Cassini revelou várias outras detecções adicionais, desde junho de 2004. A descoberta foi anunciada em 18 de junho de 2007.
Anteia possui dois quilômetros de diâmetro, e orbita Saturno a uma distância média de 197 700 km em 1,03650 dias, com uma inclinação de 0,1° e uma de excentricidade de 0,001. Está localizado entre as órbitas de Metone e Palene e está sendo influenciado por uma ressonância orbital 10:11 com Mimas.
Na mitologia grega, Anteia é uma das Alciônides, as sete ninfas filhas de Alcioneu, rei dos gigantes.